# Талитаун (Пенсилванија)
Талитаун (енгл. Tullytown) град је у америчкој савезној држави Пенсилванија.

## Демографија
По попису из 2010. године број становника је 1.872, што је 159 (-7,8%) становника мање него 2000. године.
| Група             | 2000.         | 2010.         |
| Белци             | 1.958 (96,4%) | 1.731 (92,5%) |
| Афроамериканци    | 30 (1,5%)     | 59 (3,2%)     |
| Азијати           | 10 (0,5%)     | 7 (0,4%)      |
| Хиспаноамериканци | 28 (1,4%)     | 57 (3,0%)     |
| Укупно            | 2.031         | 1.872         |